# Stosunki polsko-egipskie

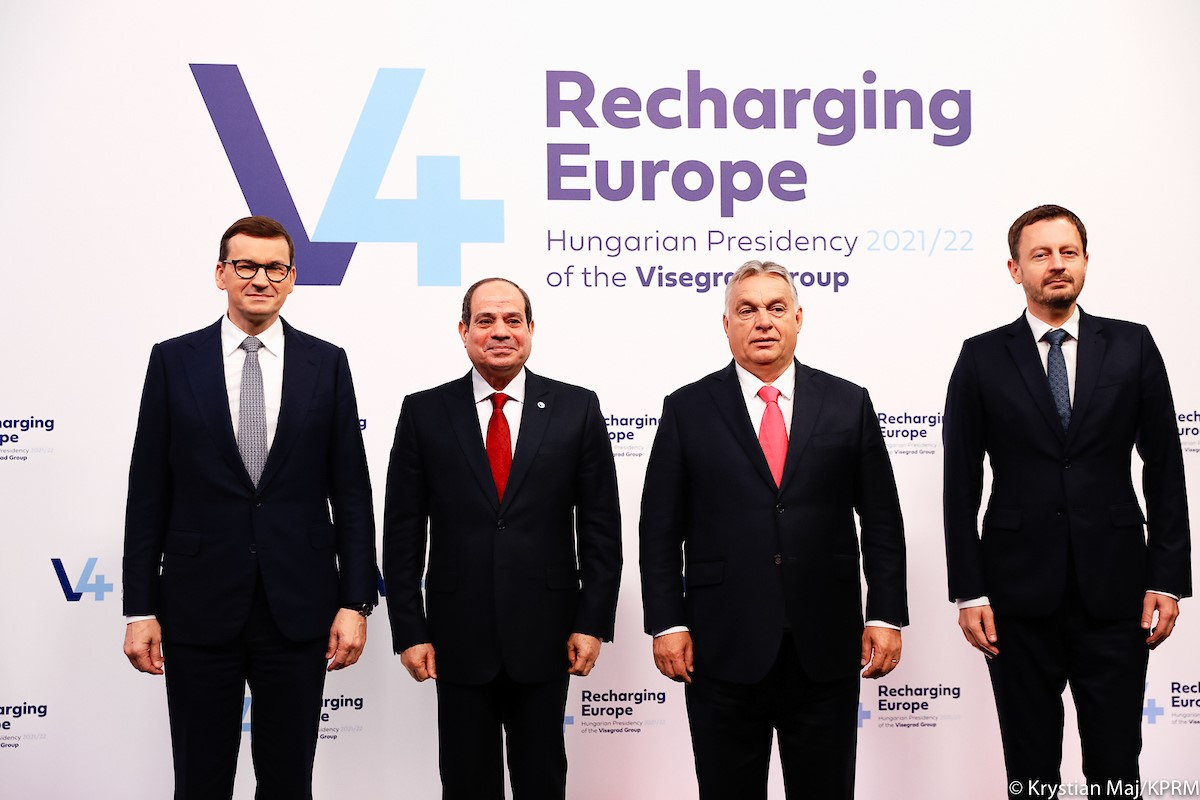
Premier Polski Mateusz Morawiecki i prezydent Egiptu Abd al-Fattah as-Sisi podczas spotkania w formacie Grupa Wyszehradzka+Egipt w Budepeszcie, 2021

Stosunki polsko-egipskie na poziomie dyplomatycznym zostały nawiązane w 1927 roku. Relacje dwustronne obejmują kontakty polityczne oraz współpracę w obszarze gospodarki, nauki i kultury.
Stosunki gospodarcze reguluje umowa stowarzyszeniowa Unii Europejskiej i Egiptu oraz umowy dwustronne, w tym umowa o współpracy gospodarczej z 2022 roku. Jednym z jej postanowień było powołanie dwustronnej komisji do spraw współpracy gospodarczej, której pierwsze posiedzenie odbyło się w 2024 roku. W 2023 roku wartość wymiany handlowej między oboma krajami wyniosła 746,2 mln USD z saldem dodatnim po stronie egipskiej (wartość polskiego eksportu do Egiptu – 349,2 mln USD). Czyniło to Egipt 58. partnerem handlowym Polski pod względem wartości eksportu i 65. pod względem importu. 
Od 1959 roku funkcjonuje w Kairze funkcjonuje Stacja Badawcza Centrum Archeologii Śródziemnomorskiej Uniwersytetu Warszawskiego.